# Pterolophia ministrata
Pterolophia ministrata är en skalbaggsart som först beskrevs av Francis Polkinghorne Pascoe 1865.  Pterolophia ministrata ingår i släktet Pterolophia och familjen långhorningar. Inga underarter finns listade i Catalogue of Life.